# Feliks Oraczewski
Feliks Oraczewski herbu Szreniawa, inna forma nazwiska: Feliks Szczęsny Oraczewski, krypt.: F. O.; F. O. P. K., (ur. 14 stycznia 1739 w Przybysławicach koło Krakowa – zm. 12 sierpnia 1799 w Wiedniu) – polski działacz polityczny i oświatowy, komedio- i dramatopisarz, poeta, publicysta i pedagog, przedstawiciel dyplomatyczny Rzeczypospolitej we Francji w latach 1790–1794, poseł ekstraordynaryjny Rzeczypospolitej w Paryżu w 1792 roku, członek Komisji Edukacji Narodowej w latach 1786–1792.

## Życiorys
Urodził się w Przybysławicach (pow. olkuski), jako syn Aleksandra Oraczewskiego hb. Szreniawa, starosty rogowskiego, i Elżbiety z Miaskowskich h. Bończa. Pierwsze nauki pobierał (1750-1756) w Szkołach Nowodworskich w Krakowie, a od kwietnia 1757 podjął studia w Szkole Rycerskiej we francuskim Lunéville. Zwiedził Włochy, Francję i Austrię. Po powrocie do Polski wstąpił do wojska, otrzymując stopień podpułkownika wojsk koronnych. W roku 1771 ponownie wyjechał do Francji i przez kilka miesięcy przebywał w Paryżu. Jako poseł krakowski, podczas sejmu delegacyjnego (1773-1774), przemawiał za laicyzacją szkół i przejęciem dóbr pojezuickich na cele edukacji. Wkrótce potem wystąpieniami publicznymi przeciw polityce państw zaborczych ściągnął na siebie represje o charakterze materialnym, do konfiskaty majątku włącznie.
Konsyliarz Rady Nieustającej (1778-1780), członek Zgromadzenia Przyjaciół Konstytucji Rządowej, wolnomularz, członek konfederacji targowickiej, w 1792 odznaczony Orderem Orła Białego.
Wychowanek Szkoły Rycerskiej w Lunéville, członek Towarzystwa do Ksiąg Elementarnych oraz Komisji Edukacji Narodowej, poseł Polski w Paryżu, rektor Krakowskiej Szkoły Głównej (ówczesna nazwa Uniwersytetu Jagiellońskiego) po reformie Kołlątaja w latach 1786-1790, jeden ze współtwórców krakowskiego teatru.
Członek konfederacji 1773 roku. Jako poseł krakowski na Sejm Rozbiorowy 1773-1775 był przedstawicielem opozycji. W 1773 Oraczewski wystąpił podczas obrad sejmu ze stanowczą prośbą powołania sejmowej delegacji, która miałaby opracować projekt edukacji krajowej, dzięki któremu to można by "ludzi zrobić Polaków, a Polaków obywatelami". Była to podstawa dla powołania Komisji Edukacji Narodowej.
W latach 1791–1792 pełnił funkcję posła polskiego w Paryżu.
W 1787 został kawalerem Orderu Świętego Stanisława.

## Twórczość

### Ważniejsze dzieła i mowy
1. Mowy... posła województwa krakowskiego. Pierwsza dnia 29 kwietnia miana. (Mowa druga dnia 10 maja miana. Mowa trzecia dnia 11 maja miana), brak miejsca wydania (1773); w czasie tegoż sejmu wyd. także osobno następujące mowy: z 21 września 1773; 22 i 28 stycznia (wraz z projektem), 6 maja, 1 i 3 października 1774 (wraz z projektem); fragm. mowy z 21 września 1773 przedr.: J. Lewicki w: Geneza Komisji Edukacji Narodowej, Warszawa 1923 "Biblioteka Filomacka" nr 7; S. Tync w: Komisja Edukacji Narodowej. Wybór źródeł, Wrocław (1954) "Biblioteka Narodowa" seria I, nr 126
2. Wiersze ogł. w "Zabawach Przyjemnych i Pożytecznych" 1774-1775 (Myśl przyjaciela na dzień urodzenia J. Wielmożnego Potockiego, pisarza litewskiego, 28 lutego 1774; 1774 t. 9 cz. 1; Święto natury. Z okoliczności imienin J. O. Kscia Jmci A. Czartoryskiego; 1775 t. 11 cz. 1; O słodyczach przyjaźni. Do przyjaciela; 1775 t. 11 cz. 1)
3. Pieniacz. Komedia w 3 aktach, wyst. Warszawa 13 lutego 1775, wyd. Warszawa 1775, (z przedmową: Do dam polskich; autorstwo na podst. współczesnej adnotacji ustalił L. Bernacki)
4. Relacja z poselstwa odprawionego na Sejmie Ekstraordynaryjnym Warszawskim, zaczętym w roku 1771, a skończonym w roku 1776, ... na sejmiku poselskim z roku 1776, dnia 15 Julii uczyniona... w Proszowicach[9], brak miejsca wydania (1776)
5. Zwycięstwo pod Orszą. Tragedia (tekst niezachowany, powst. i wystawiona przed rokiem 1777)[10], (dwuwiersz z aktu II użyty jako motto dzieła M. J. Mniszcha: Kazimierz Wielki, Warszawa 1777)
6. Polak cudzoziemiec w Warszawie. Komedia w 3 aktach, wyst. i wydany Warszawa 1778; odpis w rękopisie Ossolineum (Zbiory Pawlikowskich, sygn. 50); hipotezę o autorstwie Oraczewskiego wysunęła Z. Wołoszyńska
7. Zabawy, czyli życie bez celu. Komedia we 3 aktach, wyst. Warszawa 1779, wyd. Warszawa 1780; wyd. następne oprac. Z. Wołoszyńska w: Komedia obyczajowa warszawska t. 1, Warszawa 1960 "Teatr Polskiego Oświecenia"; odpis w rękopisie Ossolineum, sygn. 11250/I
8. Zdanie... przed podaniem kandydatów od laski w Proszowicach na sejmiku dnia 19 sierpnia roku 1782 słyszane[11] (Kraków 1782)
9. Rywale, czyli capstrzyk w Krakowie. Opera w 2 aktach z muzyką p. (W.) Zagórskiego, Kraków 1786, (wyd. anonimowe, hipotezę o autorstwie Oraczewskiego wysunął Z. Raszewski)
10. Mowa w dzień rozpoczęcia wizyty Szkoły Głównej Koronnej na sesji dnia 19 maja roku 1786... miana, Kraków (1786)
11. Mowa przy objęciu rządów Stanu Akademickiego w Koronie dnia 3 października roku 1786... miana[12], Kraków (1786)
12. Feliks z Przybysławic Oraczewski... (Ordynacja Sądów Rektorskich Szkoły Głównej Koronnej). Działo się w Krakowie roku 1786 dnia 3 października, (Kraków 1786)
13. Powitanie... Stanisława Augusta... imieniem Akademii Krakowskiej... 1787 dnia 17 czerwca, brak miejsca wydania (1787); także Warszawa (1787); druk. wraz z "Odpowiedzią Jego Królewskiej Mci"
14. Projekt Związku Filantropów, uwieczniający w Krakowskim Województwie pamięć bytności Stanisława Augusta... (Kraków 1787), przedr. "Pamiętnik Historyczno-Polityczny" 1787, t. 4, cz. 10, s. 924-941; pierwodruk zawierał także: Obwieszczenie powtórne; obie pozycje przedr. K. Zathey, "Ze skarbca kultury" 1952, nr 1
15. Mowa na inauguracji Departamentu Regencji Kandydatów 29 stycznia 1788, ogł. w: Porządek materii z nauk moralnych..., Kraków 1788, przedr. J. Leniek w: Kandydaci stanu akademickiego..., Tarnopol 1891
16. List do przyjaciela z Warszawy, brak miejsca wydania (około roku 1789); autorstwo domniemane: na Oraczewskiego wskazał F. Bentkowski, a za nim także Estreicher XXIII (1910) 386
17. Uwagi z przyczyny Zakusu nad zaciekami Wszechnicy Krakowskiej, brak miejsca wydania (1789), fragmenty przedr. Z. Florczak, L. Pszczołowska w: Ludzie Oświecenia o języku i stylu t. 1, Warszawa 1958; druk anonimowy; autorstwo Oraczewskiego lub M. Fijałkowskiego(?) według domniemania M. Chamcówny.

Niektóre pisma Oraczewskiego ukazały się w czasopismach i książkach: "Pamiętnik Historyczno-Polityczny" (Listy z Paryża względem jednego osobliwszego wynalazku; 1783, t. 2, cz. 9, s. 319-329), "Pamiętnik Warszawski" (Pieśń, inc.: Na dolinie przy olszynie...; t. 12, 1818, s. 222-224), S. Tomkiewicz: Z wieku Stanisława Augusta t. 2, Kraków 1882, s. 74-75 (fragm. wiersza: Powrót do zdrowia Sylwii).
Wiele jego wierszy znajdowało się w nieistniejącym obecnie rękopisie Biblioteki Narodowej Litteraria 262-M (zobacz Biblioteka Narodowa w Warszawie. Rękopisy, nabytki, dary, zeszyt 2, Warszawa 1935). W rękopisie Ossolineum, sygn. 780/II, k. 438, znajduje się wiersz: Z okoliczności promocji J. WW. Hetmanów (Niepochlebne, nieskore pióro do wielbienia...).

### Listy i materiały
1. Do S. K. Potockiego z zbiorze korespondencji z lat 1771-1777, rękopis: Archiwum Główne Akt Dawnych (Archiwum Wilanowskie, sygn. 260)
2. Do Stanisława Augusta 6 listów z Krakowa (czerwiec 1774 - styczeń 1778), rękopis: Biblioteka Czartoryskich, sygn. 679 – 2 listy: z Krakowa (3 lutego 1778), z Wrocławia (15 lutego 1791), rękopis jak wyżej sygn. 735 – 32 listy z Krakowa, Wiednia i Paryża (sierpień 1780 - czerwiec 1784), rękopis jak wyżej sygn. 678 – list z 15 maja 1783, rękopis jak wyżej sygn. 674 – 5 listów z Paryża, Krakowa i Warszawy (styczeń 1784 - styczeń 1791), rękopis jak wyżej sygn. 729 – list z Krakowa z 27 października 1784, rękopis jak wyżej sygn. 698 – 3 listy z Krakowa (sierpień 1787 - wrzesień 1789), rękopis jak wyżej sygn. 700 – 3 listy z Krakowa (styczeń - maj 1788), rękopis jak wyżej sygn. 723 – 2 listy z Krakowa(?) brak daty (prawdopodobnie z drugiej połowy roku 1790) i z Warszawy z 3 grudnia 1790, rękopis jak wyżej sygn. 926 – 126 listów z Paryża, Szwajcarii, Monachium i Wiednia, z lat 1791-1794, rękopis: Archiwum Główne Akt Dawnych (Zbiór Popielów, sygn. 418) – list z Wiednia(?) z 8 kwietnia 1795; list nieznany, wzmianka o nim w liście Stanisława Augusta do E. Grabowskiej z 27 kwietnia 1795, rękopis: Biblioteka Czartoryskich, sygn. 3157
3. Do I. Potockiego w zbiorze korespondencji z lat 1783-1784, rękopis: Archiwum Główne Akt Dawnych (Archiwum Wilanowskie, sygn. 279 b, t. 2) – w zbiorze korespondencji z lat 1786-1788, rękopis jak wyżej sygn. 279 b, t. 4; list z 28 grudnia 1788 ogł. M. Skorzepianka: F. Oraczewski. Rektor Krakowskiej Szkoły Głównej, Kraków 1935 "Biblioteka Krakowska" nr 84, s. 183-192 – w zbiorze z lat 1789-1790, rękopis jak wyżej sygn. 279 b, t. 5
4. Do Jana Śniadeckiego z Krakowa z 12 lipca 1787, rękopis: Biblioteka Jagiellońska, sygn. 3131; ogł. M. Baliński: Pamiętniki o Janie Śniadeckim t. 2, Wilno 1865, s. 106-108 – list z Krakowa z 9 września 1787, znajdował się w Zbiorach Jaszuńskich I, s. 95-98; odpis L. Kamykowskiego w Bibliotece PAN Kraków, sygn. 2816
5. Do J. Przybylskiego z lat 1788-1790, rękopis: Biblioteka Jagiellońska, sygn. 148, t. 2, 3
6. Do Szkoły Głównej Koronnej z Paryża z 5 czerwca 1791, rękopis: Archiwum Uniwersytetu Jagiellońskiego (Archiwum Senatu, sygn. 8)
7. Do I. Czartoryskiej list bez daty (pisany po roku 1788), rękopis: Biblioteka Czartoryskich, sygn. III 1961 (podpis: Oraczewscy)
8. Od Stanisława Augusta 3 listy (lipiec 1774 - sierpień 1779), rękopis: Biblioteka Czartoryskich, sygn. 679 – 19 listów (sierpień 1780 - czerwiec 1784), rękopis jak wyżej sygn. 678 – 4 listy (luty 1784 - czerwiec 1790), rękopis jak wyżej sygn. 729 – 4 listy (styczeń-maj 1788), rękopis jak wyżej sygn. 723 – 14 listów z lat 1791-1794, rękopis: Archiwum Główne Akt Dawnych (Zbiór Popielów, sygn. 418)
9. Od H. Kołłątaja z 31 maja 1786, rękopis: Archiwum Główne Akt Dawnych (Metryka Litewska, dz. IX, t. 95)
10. Od I. Lisieckiego z 12 lipca 1787, rękopis: Archiwum Uniwersytetu Jagiellońskiego, sygn. 3
11. Od A. Badurskiego z 5 marca 1788, rękopis: Biblioteka Jagiellońska, sygn. 148, t. 2
12. Od J. U. Niemcewicza z 7 września 1789, rękopis: Archiwum Uniwersytetu Jagiellońskiego, sygn. 6; ogł. L. Kamykowski, "Ruch Literacki" 1931 nr 8, s. 243-244
13. Od M. Poniatowskiego z roku 1789, rękopis: Archiwum Uniwersytetu Jagiellońskiego (Archiwum Senatu, sygn. 6)
14. Wizyta Szkoły Głównej Koronnej przez... r. 1786, wyd. W. Seredyński w: Zapiski i dokumenta do dziejów instrukcji publicznej w Polsce, "Archiwum do Dziejów Literatury i Oświaty w Polsce" t. 3 (1884) i odb.
15. Memoriał profesrów Szkoły Głównej Koronnej wniesiony do Komisji Edukacji Narodowej w sierpniu 1789 (przeciw Oraczewskiemu), wyd. S. Tync: Rządy Oraczewskiego w: Komisja Edukacji Narodowej. Wybór źródeł, Wrocław (1954) "Biblioteka Narodowa" seria I, nr 126.